# Bartłomiej Kłudka
Bartłomiej Kłudka, né le 14 mai 2002 à Lubin en Pologne, est un footballeur polonais qui évolue au poste d'arrière droit au Zagłębie Lubin.

## Biographie

### En club
Né à Lubin en Pologne, Bartłomiej Kłudka est formé par le club local du Zagłębie Lubin. Le 30 octobre 2021, il joue son premier match avec l'équipe première du Zagłębie Lubin, contre le Górnik Zabrze, lors d'une rencontre de première division polonaise. Il entre en jeu et les deux équipes se neutralisent (0-0 score final).
C'est Waldemar Fornalik, nommé entraîneur en novembre 2022, qui donne réellement sa chance à Kłudka, l'alignant régulièrement dans le onze de départ du Zagłębie Lubin depuis sa nomination. Kłudka devient alors l'une des révélations de la saison 2022-2023 du championnat polonais.
Kłudka inscrit son premier but le 23 juillet 2023, à l'occasion de la première journée de la saison 2023-2024, face au Ruch Chorzów. Titulaire, il offre la victoire à son équipe en reprenant d'une frappe lointaine un ballon mal dégagé par la défense adverse, et qui vient finir sa course dans les buts après avoir frappé la barre (2-1 score final),.

### En sélection
Bartłomiej Kłudka joue son premier match avec l'équipe de Pologne espoirs le 23 septembre 2022, face à la Grèce. Il entre en jeu et son équipe s'incline (0-1 score final). Il se fait remarquer dès sa deuxième sélection, le 27 septembre suivant, en marquant son premier but en espoir, contre la Lettonie. Il est titularisé et les deux équipes se neutralisent (1-1 score final),,. Il marque son deuxième but avec les espoirs le 21 novembre 2022 face à la Turquie, permettant à son équipe de s'imposer sur le score de trois buts à deux.